# Чорноморов Артем Олегович
Артем Олегович Чорноморов (нар. 10 березня 1988, м. Южноукраїнськ, Миколаївська область) — український підприємець, політик. Народний депутат України 9-го скликання.

## Життєпис
Закінчив Київський національний авіаційний університет (спеціальність «Менеджер з логістики»).
Чорноморов є підприємцем у галузі навчання працівників агрокомпаній.
Згідно з декларацією за 2019 рік у власності грошових активів Чорноморова 2,5 млн грн., проте за даними ЗМІ, він орендує житло за бюджетні кошти.
Син - Лев.

## Політична діяльність
Кандидат у народні депутати від партії «Слуга народу» на парламентських виборах у 2019 році (виборчий округ № 131, міста Вознесенськ, Южноукраїнськ, Березанський, Веселинівський, Вознесенський, Доманівський, Єланецький райони). На час виборів: генеральний директор ТОВ «СмартАгрі», безпартійний. Проживає в м. Миколаєві.
Член Комітету Верховної Ради з питань аграрної та земельної політики, голова підкомітету з питань економічної і фінансової політики в агропромисловому комплексі.
22 Липня 2025 року проголосував за проєкт закону 12414, що обмежує Національне антикорупційне бюро України та Спеціалізовану антикорупційну прокуратуру. Закон викликав хвилю антикорупційних протестів.